# タキサン-13α-ヒドロキシラーゼ
タキサン-13α-ヒドロキシラーゼ（taxane 13-alpha-hydroxylase）は、ジテルペノイド生合成酵素の一つで、次の化学反応を触媒する酸化還元酵素である。
タキサ-4(20),11-ジエン-5α-オール + NADPH + H+ + O2 {\displaystyle \rightleftharpoons } タキサ-4(20),11-ジエン-5α,13α-ジオール + NADP+ + H2O
この酵素の基質はタキサ-4(20),11-ジエン-5α-オール、NADPH、H+とO2で、生成物はタキサ-4(20),11-ジエン-5α,13α-ジオール、NADP+とH2Oである。
組織名はtaxa-4(20),11-dien-5α-ol,NADPH:oxygen oxidoreductase (13α-hydroxylating)である。